# 任晓雯
任晓雯（1978年—），生于上海，中华人民共和国女作家。任晓雯從小生活在凤阳路，畢業於复旦大学新闻学院，获硕士学位。著作有《浮生二十一章》、《朱三小姐的一生》、《好人宋没用》、《阳台上》、《生活，如此而已》、《飞毯》。任晓雯曾获得茅盾文学新人奖、百花文学奖、全国中篇小说奖。其著作《阳台上》被改編成同名電影。